# Živko Slavnić
Živko Slavnić je bio jedan od najeminentnijih botaničara 20. vijeka u bivšoj Jugoslaviji. U užoj grupi je utemeljitelja Katedre za biologiju Filozofskog fakulteta (1952), koja prerasta u Odsjek za biologiju Prirodno-matematičkog fakulteta Univerziteta u Sarajevu – novoformirane visokoškolske institucije (1953/1954).

## Biografija
Živko Slavnić se rodio u vojvođanskom gradiću Senti, 28. januara 1910. Studije prirodnih nauka je završio na pariskoj Sorboni, 1933. godine. Doktorsku disertaciju odbranio je na Univerzitetu u Beču.
Nakon završenih studija, prvo radi u srednjim školama Makedonije, Srbije i Vojvodine, u svojstvu profesora biologije. Bio je profesor Više pedagoške škole u Novom Sadu i naučni saradnik Zavoda za poljoprivredna istraživanja Vojvodine, odakle po preporuci akademika Siniše Stankovića i poziv profesorke Smilje Mučibabić, 1952. prelazi na Univerzitet u Sarajevu, gdje osniva Katedru za botaniku na Filozofskom fakultetu.
Od prve generacije studenata biologije (1953/1954. akademske godine), sve do kraja akademske 1964/1965, zbog nedostatka kadrova, profesor Slavnić predaje Sistematiku viših biljaka, Ekologiju biljaka sa fitogeografijom i Evoluciju sa genetikom, a jedno vrijeme i Fiziologiju biljaka. Više godina je bio Šef Katedre za botaniku, a određeno vrijeme i direktor Biološkog instituta Univerziteta u Sarajevu, te saradnik Prirodnjačkog odjeljenja Zemaljskog muzeja BiH u Sarajevu[[Zemaljski_muzej].|Jedan je od osnivača i aktivnih realizatora postdiplomskih studija iz biologije na Univerzitetima u Sarajevu i Novom Sadu]. Predavao je Biljnu geografiju na Odsjeku za geografiju, kao i Sistematiku viših biljaka na Farmaceutskom fakultetu Univerziteta u Sarajevu.
Profesor Slavnić je bio mentor velikom broju diplomanata, magistranata i doktoranada, čime je značajno doprinio jačanju i širenju kadrovske baze, ne samo Odsjeka za biologiju PMF-a u Sarajevu, već i drugih visokoškolskih i srednjoškolskih institucija širom bivše Jugoslavije Bio je među pokretačima savremenih istraživanja u oblasti botanike, biosistematike, morfologije, ekologije, palinologije, citotaksonomije i kariologije u BiH i Jugosaviji. Pod njegovim vodstvom stasalo je mnoštvo uspješnih – široko afirmiranih naučnika u pomenutim oblastima.
Kao priznati naučni djelatnik i dobar poznavalac svjetskih jezika, održavao je međunarodnu saradnju sa najistaknutijim botaničkim institucijama širom Evrope i vodećim ličnostima u tim oblastima. Zahvaljujući uskoj saradnji koju je održavao sa Université Paris–Sud  Архивирано на веб-сајту  (31. мај 2012),prva jednogodisnja stipendija francuske vlade za mlade istraživače u BiH, dodijeljena je jednoj od njegovih suradnica (u oblasti molekularne citogenetike i citotaksonomije).
Bio je Predsjednik Organizacionog odbora Prvog jugoslovenskog simpozijuma sistematičara (Sarajevo, 1971) i prvi predsjednik Društva biosistematičara.
Preminuo je u Sarajevu, 1975, od moždanog udara.

## Djela
Naučni opus obuhvata oko 60 naučnih radova, među kojima je i značajan broj monografija, što ga svrstava u trojicu pionira i velikana jugoslovenske fitocenologije prve polovine XX stoljeća. Gotovo cijeli doprinos nauci o biljnim zajednicama ostvario je u prvih petnest godina svog radnog vijeka, tj. izmedu 1939. i 1954. godine, nakon čega se, do kraja života, posvećuje proučavanju infraspecijske bioraznolikosti endemičnih bh. vrsta. U okviru tog angažmana, opisao je oko dvadeset za nauku novih taksonomskih kategorija.
Predvodio je timove istraživača u realizaciji više značajnih naučnih projekata.
Značajan doprinos u edukaciji mladih kadrova ostvario je u inspirativnim konsultacijama i publikovanjem nekoliko skripata. Za bh. osnovnoškolce je (u grupi autora) publikovao udžbenike, o čijem kvalitetima svjedoči dvadesetak izdanja.

## Nagrade i priznanja
- Orden rada sa zlatnim vijencem (1974)
- Povelja Saveza studenata Jugoslavije (1973)